# Expedice 52
Expedice 52 byla dvaapadesátou expedicí na Mezinárodní vesmírnou stanici (ISS). Expedice začala 2. června 2017 a trvala do 3. září 2017. Byla šestičlenná, tři členové posádky přešli z Expedice 51, zbývající trojice na ISS přiletěla v Sojuzu MS-05.
Sojuz MS-04 a Sojuz MS-05 budou expedici sloužit jako záchranné lodě.

## Posádka
| Pozice          | 1. část (červen – červenec 2017)       | 2. část (červenec – září 2017)          |
| --------------- | -------------------------------------- | --------------------------------------- |
| Velitel         | Fjodor Jurčichin, (5), Roskosmos (CPK) | Fjodor Jurčichin, (5), Roskosmos (CPK)  |
| Palubní inženýr | Jack Fischer, (1) NASA                 | Jack Fischer, (1) NASA                  |
| Palubní inženýr | Peggy Whitsonová, (3) NASA             | Peggy Whitsonová, (3) NASA              |
| Palubní inženýr |                                        | Sergej Rjazanskij, (2), Roskosmos (CPK) |
| Palubní inženýr |                                        | Randolph Bresnik (2), NASA              |
| Palubní inženýr |                                        | Paolo Nespoli (3), ESA                  |

V závorkách je uveden dosavadní počet letů do vesmíru včetně této mise.
Zdroj pro tabulku: ASTROnote.
Záložní posádka:
- Sergej Rjazanskij, Roskosmos (CPK)
- Randolph Bresnik, NASA
- Jack Fischer, NASA
- Alexandr Misurkin, Roskosmos (CPK)
- Mark Vande Hei, Roskosmos (CPK)
- Norišige Kanai, JAXA